# Ação afirmativa
Ação afirmativa (também chamada às vezes de discriminação positiva ou ação positiva nas leis e políticas de vários países) refere-se a um conjunto de políticas e práticas dentro de um governo ou organização que buscam beneficiar grupos marginalizados. Historicamente e internacionalmente, o apoio à ação afirmativa tem sido justificado pela ideia de que pode ajudar a colmatar as desigualdades no emprego e na remuneração, a aumentar o acesso à educação e a promover a diversidade, a equidade social e a inclusão social, bem como a reparar alegados erros, danos ou obstáculos, também designados por igualdade substantiva.
A natureza das políticas de ação afirmativa varia de região para região e abrange desde uma cota rígida até meramente o incentivo ao aumento da participação. Alguns países usam um sistema de cotas, reservando uma certa porcentagem de empregos governamentais, cargos políticos e vagas escolares para membros de um determinado grupo; um exemplo disso é a Índia. Em algumas outras jurisdições onde cotas não são usadas, membros de grupos minoritários recebem preferência ou consideração especial nos processos de seleção. Nos Estados Unidos, a ação afirmativa por ordem executiva significava originalmente seleção sem consideração de raça, mas o tratamento preferencial foi amplamente utilizado em admissões em faculdades, conforme confirmado no caso Grutter v. Bollinger da Suprema Corte de 2003, até 2023, quando foi anulado no caso Students for Fair Admissions v. Harvard.
Uma variante de ação afirmativa mais comum na Europa é conhecida como ação positiva, na qual a igualdade de oportunidades é promovida ao encorajar grupos sub-representados em um campo, mas alguns sociólogos americanos argumentam que isto é insuficiente para alcançar uma igualdade substancial de resultados com base na raça.
Nos Estados Unidos, a ação afirmativa é controversa e a opinião pública sobre o assunto está dividida. Os defensores argumentam que este tipo de ação promove igualdade e representação de grupos que são desfavorecidos socioeconômicos ou que enfrentaram discriminação ou opressão histórica. Os opositores argumentam que é uma forma de discriminação inversa, que tende a beneficiar os mais privilegiados dentro dos grupos minoritários em detrimento dos menos afortunados dentro dos grupos maioritários, ou que — quando aplicada às universidades — pode prejudicar os estudantes pertencentes a minorias, colocando-os em cursos para os quais não foram adequadamente preparados.

## Origens
O termo "ação afirmativa" foi usado pela primeira vez nos Estados Unidos na "Ordem Executiva nº 10925", assinada pelo presidente John F. Kennedy em 6 de março de 1961, que incluía uma disposição de que os contratantes do governo "tomassem medidas afirmativas para garantir que os candidatos fossem empregados e os funcionários fossem tratados de forma justa durante o emprego, sem levar em conta sua raça, credo, cor ou origem nacional". Em 1965, o presidente Lyndon B. Johnson emitiu a Ordem Executiva 11246 que exigia que os empregadores do governo "contratassem sem distinção de raça, religião e nacionalidade" e "tomassem medidas afirmativas para garantir que os candidatos fossem empregados e que os funcionários fossem tratados durante o emprego, sem distinção de raça, cor, religião, sexo ou nacionalidade". A Lei dos Direitos Civis de 1964 proibia a discriminação com base em raça, cor, religião, sexo ou nacionalidade. Nem a ordem executiva nem a Lei dos Direitos Civis autorizaram preferências de grupo. O gestor do projeto de lei no Senado, o senador Hubert Humphrey, declarou que o projeto de lei “proibiria o tratamento preferencial para qualquer grupo em particular”, acrescentando “Eu comerei meu chapéu se isso levar a cotas raciais”.
A ação afirmativa visa aliviar a sub-representação e promover as oportunidades de grupos minoritários definidos dentro de uma sociedade, dando-lhes acesso igual ao da população majoritária. A base filosófica da política tem várias justificações, incluindo, mas não se limitando a, compensação pela discriminação passada, correção da discriminação atual e diversificação da sociedade. É frequentemente implementado em ambientes governamentais e educacionais para garantir que determinados grupos dentro de uma sociedade possam participar de todas as oportunidades promocionais, educacionais e de treinamento.
A justificação declarada para a ação afirmativa pelos seus proponentes é ajudar a compensar a discriminação, perseguição ou exploração passadas pela classe dominante de uma cultura, e abordar a discriminação existente.

## Métodos de implementação
- Cotas;[24]
- Bolsas de estudo e auxílios financeiros específicos para determinados grupos;[25]
- Marketing/publicidade para grupos que a ação afirmativa pretende aumentar;[26]
- Flexibilização dos critérios de seleção aplicados a um público-alvo.[27]

## Debates

### Ética
Muitos debates têm sido travados no campo da Filosofia Moral acerca da moralidade teórica das Ações Afirmativas. Tradicionalmente, duas vias de argumentação a favor do conceito predominaram: Uma é "retrospectiva", argumentando com considerações sobre o passado; e a outra é "prospectiva", baseando-se na situação presente e em intenções futuras. 
O argumento retrospectivo afirma que os membros de grupos minoritários têm suas vidas injustamente prejudicas por sistemas passados como a colonização e o escravagismo, mesmo não sendo vítimas diretas destes, e portanto devem ser ressarcidas, como num pagamento de uma dívida histórica. Apesar de seu poder retórico, esta via de justificação enfrenta sérias dificuldades frente ao "problema da não-identidade", que aponta que a identidade e a existência de membros atuais de minorias é dependente dos mesmos fenômenos injustos passados, tornando a atribuição de injustiça confusa e contrafactualmente sem sentido. Além do mais, é dúbio que o Estado liberal tenha responsabilidade de pagar dívidas passadas deste tipo. 
Mesmo que alguns filósofos se proponham a resolvê-lo, este problema faz que a maioria dos argumentos pró ação afirmativa foquem em perspectivas presentes e futuras, ignorando ideias de retribuição passada. Nesse sentido, existem alguns argumentos que tentam estabelecer as ações como meios para um bem concreto, como a diversidade ou a integração entre grupos sociais. Essas tentativas, entretanto, também possuem problemas significativos, deixando o maior espaço para outro argumento de grande influência, baseado na ideia de realização efetiva da justiça e da igualdade. 
Este argumento apoia-se nas concepções do Liberalismo Rawlsiano, que mantém, em termos simplificados, que a função do Estado é promover condições que permitam que todos os cidadãos se tornem igualmente livres, distribuindo os bens públicos de modo a valorizar o mérito; o talento; o esforço e o desenvolvimento da sociedade em geral. Neste paradigma, a discriminação positiva existiria como um "nivelador" que corrigiria as distorções no sistema liberal causadas, por exemplo, por desigualdades em acesso à educação; pela falta de autoestima de membros de grupos minoritários; pelas diferenças em número de conexões no mercado de trabalho; por preconceitos de empregadores; pelo descaso com comunidades marginalizadas, etc. Seria, é claro, uma medida meramente paliativa, e não uma solução para o problema. 
Para criticar as medidas de discriminação positiva, seus oponentes podem apontar para a primazia do ideal de Meritocracia e de não-discriminação, mantendo ser injusta e danosa à sociedade a escolha de indivíduos que não demonstram as competências necessárias para suas posições. Também é possível formular uma crítica apontando que a discriminação positiva na verdade dificulta a meta de igualdade entre grupos (especialmente raciais) porque encoraja o pensamento baseado em identificação e diferenciação entre esses grupos, além de causar dúvidas acerca dos méritos dos membros bem-sucedidos de minorias. Em resposta a esta objeção o defensor da ação afirmativa pode manter que, apesar da eliminação da consciência racial ser uma boa meta de longo prazo, a curto ou médio prazo nós somos obrigados a considerar esta consciência como necessária para combater as desigualdades atuais.

### Considerações práticas
Além das críticas acerca do raciocínio abstrato da ação afirmativa, existem levantamentos acerca dos efeitos reais destes programas. Críticos podem, por, exemplo, argumentar que qualquer forma de discriminação é ilegal baseada nas leis de cada país, independente do contexto histórico da minoria em questão.  Uma obra muito citada por partidários dessas linhas de argumento é Ação Afirmativa ao Redor do Mundo, livro do direitista americano Thomas Sowell. 

## Exemplos pelo mundo
Nas últimas décadas, muitos países têm estabelecido políticas de discriminação positiva, principalmente por meio de cotas em seletivos públicos, gerando quase sempre controversas e debates.

### Brasil
O Brasil viu, no decorrer de sua história, muitos sistemas e atitudes discriminatórias, como os 358 anos de escravidão e a proibição da participação feminina na política perpetuaram estratificação social e a marginalização de vários grupos sociais. Estas implicam ainda hoje em disparidades entre várias seções da sociedade e na exclusão parcial destes grupos do mercado de trabalho, das universidades e de outros âmbitos sociais, em geral.  A discussão sobre ações afirmativas no país, entretanto, é relativamente recente: a primeira obra relevante sobre o tema foi publicada apenas em 2001.
Em 2012, foi sancionada pela presidente Dilma Roussef a Lei n. 12.711 (conhecida como Lei de Cotas) que estabeleceu uma porcentagem de vagas nas instituições federais de ensino superior e de ensino técnico de nível médio a ser destinada para estudantes que tenham cursado integralmente o ensino médio em escolas públicas e oriundos de famílias com renda igual ou inferior a um e meio salário-mínimo, assim como por pessoas autodeclaradas pretas, pardas e indígenas e por pessoas com deficiência.  A lei brasileira 12.288, que institui o Estatuto da Igualdade Racial, define ação afirmativa como: os programas e medidas especiais adotados pelo Estado e pela iniciativa privada para a correção das desigualdades raciais e para a promoção da igualdade de oportunidades. Dez anos depois, em 2023, uma "atualização" da política de cotas foi efetivada, como previsto na lei original. 
Com o passar dos anos desde a implementação da Lei de Cotas acumularam-se denúncias de fraude, levando ao estabelecimento de comissões de heteroidentificação ou tribunas raciais. São processos avaliativos que averiguam se a autodeclaração do possível cotista equivale à sua percepção social. Estas organizações são criticadas por sua subjetividade e imprecisão.
Em 2021, uma pesquisa do site Poder360 apontou uma aprovação de cerca de 60% para as cotas raciais entre a população brasileira, porcentagem consistente com a de um levantamento interior do instituto. Uma pesquisa de 2023 do instituto Datafolha encontrou uma aprovação de cerca de 50%.  A porcentagem de apoio  permanece praticamente igual entre diferentes raças. Alguns estudos sugerem, na contramão de expectativas, que não existem grandes diferenças no desempenho acadêmico de alunos cotistas e não cotistas. Pesquisas também apontam que cotas baseadas apenas em indicadores sociais não diversificariam de forma significativa o corpo discente, havendo uma hierarquia entre brancos e negros mesmo dentro das classes econômicas. Além da Lei de Cotas, o governo brasileiro estabelece ou estabeleceu outras medidas de ação afirmativa, como concessão de bolsas de estudo; prioridade em empréstimos e contratos públicos; distribuição de terras e moradias; medidas de proteção diferenciada para grupos ameaçados, etc.

### Estados Unidos
A ação afirmativa à favor de negros em Universidades dos EUA encontrou grandes complicações legais desde sua criação. Pela maior parte da história, a Suprema Corte julgou que a discriminação positiva baseada apenas em raça era inconstitucional, mas que universidades ainda poderiam considera-la em processos de admissão como forma útil de buscar diversidade e históricos de vida diferentes nos discentes. Entretanto, em 2023 uma Corte mais conservadora reavaliou as decisões anteriores, e decidiu proibir a consideração explícita de fatores raciais. Ainda há espaço, entretanto, para consideração de outros fatores visando diversidade ou inclusão.
Os EUA também são palco de várias ações afirmativas voltadas para mulheres. Uma análise de 2012 da economista Fidan Ana Kurtulus cobriu o o avanço ocupacional de minorias e mulheres durante 1973-2003 e mostrou que o efeito da ação afirmativa no avanço de mulheres negras, hispânicas e brancas em ocupações gerenciais, profissionais e técnicas ocorreu principalmente durante o 1970 e início de 1980. Mas o efeito positivo da ação afirmativa desapareceu inteiramente no final dos anos 1980, o que Kurtulus diz que pode ser devido à mudança política da ação afirmativa iniciada pelo presidente Reagan. Tornar-se uma contratada federal aumentou a participação das mulheres brancas nas ocupações profissionais em 0,183 pontos percentuais, ou 9,3%, em média durante essas três décadas, e aumentou a participação das mulheres negras em 0,052 pontos percentuais (ou 3,9%). Tornar-se um empreiteiro federal também aumentou a participação de mulheres hispânicas e homens negros em ocupações técnicas, em média, em 0,058% e 0,109 pontos percentuais, respectivamente (ou 7,7 e 4,2%). Estes representam uma contribuição substancial da ação afirmativa para as tendências gerais no avanço ocupacional de mulheres e minorias ao longo das três décadas em estudo.

### Europa
A União Europeia estabelece extensivas políticas de ação afirmativa para mulheres, utilizando-se de campanhas de conscientização contra estereótipos de gênero; efetivação de leis anti-discriminação e cotas para empresas. Em 2022, após muitas negociações, adotou um plano de 2012 para as mulheres constituírem 40% dos cargos de diretoria não executiva em grandes empresas cotadas na Europa.
O Ministério de Defesa francês tentou uma política de discriminação positiva, em 1990, que consistia no ganho de bônus em classificações e maior facilidade de tirar carta de condução para soldados jovens de origem árabe. Depois de um forte protesto, por um jovem tenente francês no jornal do Ministério da Defesa ("Armées d'aujourd'hui"), a medida foi cancelada. 